# Bernsteiner Gebirge
Das Bernsteiner Gebirge, auch Bernsteiner Hügelland bezeichnet, ist eine Region um die Marktgemeinde Bernstein im Burgenland. Dieses Gebiet grenzt im Norden und Westen an die Bucklige Welt sowie im Osten an das Günser Gebirge. Im Süden/Südosten liegt das Pinkatal, im Nordosten das Oberpullendorfer Becken.
Geologisch ist das Bernsteiner Gebirge teilweise dem Rechnitzer Fenster mit bemerkenswerten Vorkommen von Serpentinit zuzurechnen, teilweise den Gesteinen der Buckligen Welt.